# Axa Assistance
Vous pouvez aider à l'améliorer ou bien discuter des problèmes sur sa page de discussion.
- Le fond est à vérifier. Si vous venez d’apposer le bandeau, merci d’indiquer ici les points à vérifier. (Marqué depuis mai 2018)

Vous pouvez aider à l'améliorer ou bien discuter des problèmes sur sa page de discussion.
- Il ne cite pas suffisamment ses sources. Vous pouvez indiquer les passages à sourcer avec {{référence nécessaire}} ou {{Référence souhaitée}}, et inclure les références utiles en les liant aux notes de bas de page. (Marqué depuis juillet 2016)

- Archive Wikiwix
- Bing
- Cairn
- DuckDuckGo
- E. Universalis
- Gallica
- Google
- G. Books
- G. News
- G. Scholar
- Persée
- Qwant
- (zh) Baidu
- (ru) Yandex
- (wd) trouver des œuvres sur Wikidata

AXA Assistance, filiale du groupe AXA, est une société active dans l’assistance, avec près de 6 000 collaborateurs[réf. nécessaire], des implantations dans environ 30 pays et une activité dans plus de 200 pays.
Spécialisé dans l’intervention d’urgence et de l’assistance au quotidien, AXA Assistance intervient dans les domaines de l'automobile, du voyage, du domicile, et de la santé.